# Cheshunt
Cheshunt é uma cidade no burgo de Broxbourne em Hertfordshire, Inglaterra, 13 milhas (21 km) ao norte do centro de Londres, no Rio Lea e Lee Navigation e diretamente ao sul de Broxbourne. Ele contém uma seção do Lee Valley Park, incluindo grande parte do River Lee Country Park. Ao norte ficam Broxbourne e Wormley, Waltham Abbey ao leste, Waltham Cross e Enfield ao sul, e Cuffley ao oeste.
Historicamente uma antiga paróquia no hundred de Hertford em Hertfordshire, recebeu o status de distrito urbano em 1894. Waltham Cross, que se tornou uma paróquia eclesiástica separada em 1885, historicamente formou a parte sul de Cheshunt e permaneceu parte do Distrito Urbano de Cheshunt até sua abolição em 1974. Os distritos urbanos de Cheshunt e Hoddesdon se fundiram em 1974 para formar o burgo de Broxbourne, o atual distrito de autoridade local da área. Cheshunt não foi restabelecida como paróquia sucessora.

## História e geografia

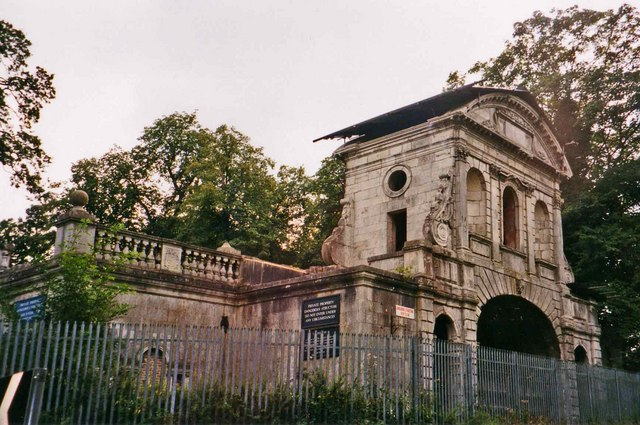
Temple Bar no Theobalds Park; desde então retornou à cidade de Londres

O Meridiano de Greenwich passa a leste de Cheshunt.
O nome da cidade vem do nome inglês antigo (conforme registrado no Domesday Book) para a área, Cestrehunt, que provavelmente se refere a um "castelo, erguido pelos romanos", a palavra cestre (junto com a forma ceastre), ou mesmo suas formas modernas, chester e caster sendo derivadas do latim castrum que significa "forte" . Isso é comemorado nos braços do antigo conselho distrital urbano de Cheshunt.
Cheshunt era um assentamento na Ermine Street, a principal estrada romana que levava ao norte de Londres. Antes da Conquista Normanda, o feudo de Cheshunt era mantido por Eddeva, a Bela, mas Guilherme I o concedeu a Alano da Bretanha. A igreja paroquial de Santa Maria Virgem foi registrada pela primeira vez em uma carta de 1146, mas foi inteiramente reconstruída entre 1418 e 1448 com uma torre de três estágios encimada por uma torre octogonal.
Como Princesa Isabel, a Rainha Isabel I viveu em Cheshunt sob os cuidados de Sir Anthony Denny, depois de deixar a casa da Rainha Catherine Parr em 1548. Como rainha, ela ficou com a família Cecil no Palácio de Theobalds. O Rei Jaime I viveu mais tarde em Theobalds e morreu lá em 1625. Richard Cromwell, Lorde Protetor da Comunidade, morreu em Cheshunt em 1712. O local histórico do palácio é agora o Cedars Park e tem importância histórica e nacional.
Em 1825, Cheshunt também era o local da Ferrovia Cheshunt. Estendendo-se da High Street da cidade até o Rio Lea, perto da atual estação ferroviária de Cheshunt, esta 0,75 milhas (1,21 km) a linha puxada por cavalos foi o primeiro monotrilho de transporte de passageiros e a primeira linha ferroviária a ser construída em Hertfordshire.
Em 1957, uma revisão de como Londres era governada foi realizada pelo governo e liderada por Sir Edwin Herbert, que foi nomeado para criar uma nova área administrativa para Londres que abrangesse mais da conurbação da cidade do que a existente. Inicialmente, Cheshunt (incluindo Waltham Cross) foi planejado para se tornar parte de um bairro com Enfield; no entanto, o plano acabou sendo abandonado e Cheshunt não se tornou parte da Grande Londres.
O Serviço de Polícia Metropolitana serviu Cheshunt até 2000, quando o policiamento foi assumido pela Polícia de Hertfordshire.
Às 8:00, às 12h da manhã de 12 de agosto de 1944, um bombardeiro Consolidated B-24 Liberator do 392.º Grupo de Bombardeio (Pesado) da Força Aérea do Exército dos Estados Unidos, baseado na RAF Wendling, caiu perto de Maxwells Farm, perto de Cheshunt, matando todos os dez tripulantes. O trecho da B198 que passa perto do local do acidente foi renomeado para Tenente Ellis Way, em homenagem ao piloto que conseguiu evitar a colisão com a cidade próxima. Um dos bombeiros que compareceu ao local conseguiu financiamento em 2010 para um memorial permanente no local (na entrada da Escola St. Mary).